# Championnat du monde de badminton par équipes masculines 2020
Navigation
Bangkok 2018 Édition suivante
La 31e édition du championnat du monde de badminton par équipes masculines, appelé également Thomas Cup, doit avoir lieu à Aarhus au Danemark. C'est la première fois que le pays accueille cette compétition.
Initialement programmée du 16 au 24 mai 2020, la compétition a été reportée en raison de la pandémie de Covid-19 et devait se tenir du 3 au 11 octobre 2020. À la suite du forfait de plusieurs nations (Indonésie, Taipei chinois, Australie, Corée du Sud, etc.) et au refus de nombreux joueurs de faire le déplacement jusqu'au Danemark, la compétition a été reportée une nouvelle fois et devrait se disputer du 9 au 17 octobre 2021.

## Localisation de la compétition
Les épreuves se déroulent à la Ceres Arena à Aarhus au Danemark.

## Pays qualifiés

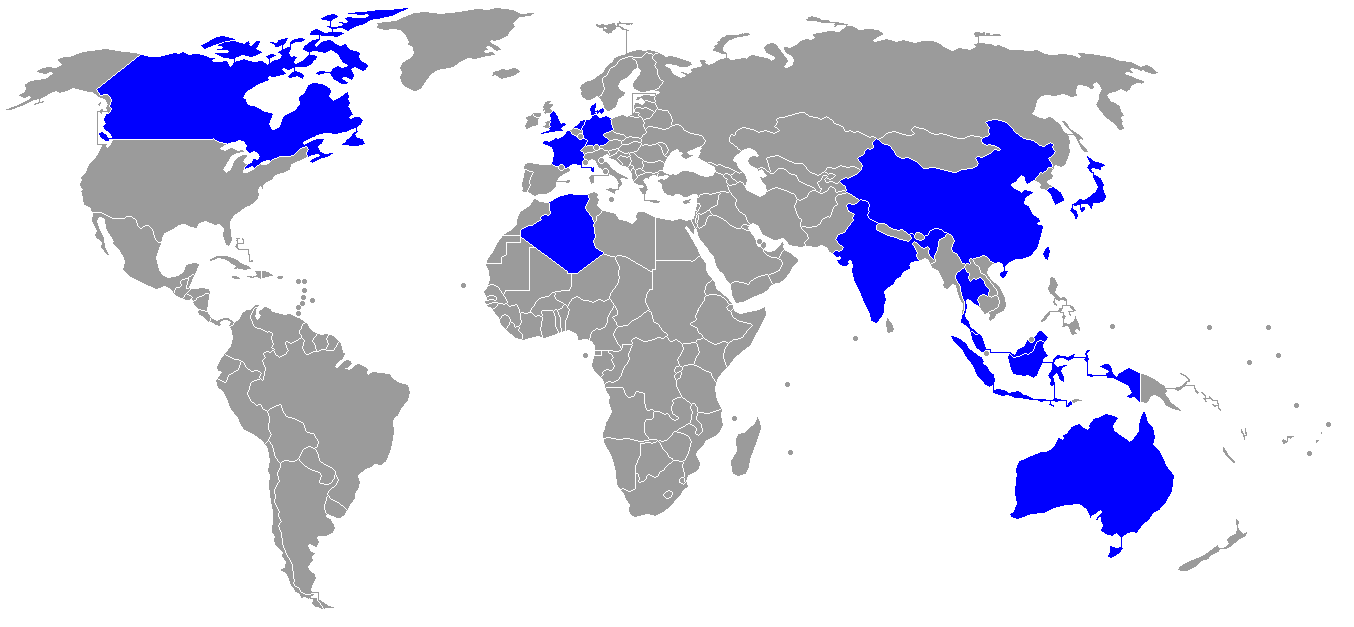
Nations participant à la Thomas Cup 2020.

16 nations participent à la compétition et sont désignées ainsi :
- le tenant du titre et le pays hôte, qualifiés d'office ;
- le champion d'Afrique 2020 (en) ;
- les 4 demi-finalistes des championnats d'Asie 2020 (en)
- les 4 demi-finalistes des championnats d'Europe 2020
- le champion d'Océanie 2020 (en) ;
- le champion des Amériques 2020 (en) ;
- les 3 nations les mieux classées au classement mondial, hormis celles ci-dessus.
- si le tenant du titre et/ou le pays organisateur participent et occupent une place qualificative dans leur tournoi de qualification continental respectif, la ou les deux équipes les mieux classées du même continent sont désignées remplaçants et peuvent participer.

| Confédération | Pays           | Critère de qualification                 | Tête de série / Commentaire |
| ------------- | -------------- | ---------------------------------------- | --------------------------- |
|               | Danemark       | Pays hôte et champion d'Europe           | 3/4                         |
|               | Chine          | Tenant du titre                          | 3/4                         |
| Asie          | Indonésie      | Champion d'Asie                          | 1                           |
| Asie          | Malaisie       | Vice-champion d'Asie                     | 5/8                         |
| Asie          | Japon          | Demi-finaliste des Championnats d'Asie   | 2                           |
| Asie          | Inde           | Demi-finaliste des Championnats d'Asie   | 5/8                         |
| Asie          | Taipei chinois | 5e rang mondial                          | 5/8                         |
| Asie          | Corée du Sud   | 8e rang mondial                          | 5/8                         |
| Asie          | Thaïlande      | 9e rang mondial                          |                             |
| Europe        | Pays-Bas       | Vice-champion d'Europe                   |                             |
| Europe        | Russie         | Demi-finaliste des Championnats d'Europe | Forfait                     |
| Europe        | France         | Demi-finaliste des Championnats d'Europe |                             |
| Europe        | Angleterre     | 11e rang mondial                         |                             |
| Europe        | Allemagne      | 12e rang mondial                         |                             |
| Amériques     | Canada         | Champion d'Amérique                      |                             |
| Afrique       | Algérie        | Champion d'Afrique                       |                             |
| Océanie       | Australie      | Champion d'Océanie                       | Forfait                     |
| Océanie       | Tahiti         |                                          |                             |

## Format de la compétition
Les 16 nations participantes sont placées dans 4 poules de 4 équipes. Les 4 équipes s'affrontent sur 3 jours et les 2 premiers de chaque poule sont qualifiés pour les quarts de finale, stade à partir duquel les matches deviennent à élimination directe.
Chaque rencontre se joue en 5 matches : 3 simples et 2 doubles qui peuvent être joués dans n'importe quel ordre (accord entre les équipes).

## Phase de groupes
- en italique : qualifié pour les quarts de finale

| Équipe         | Points | Joués | Gagnés | Perdus | Matches | Matches | Sets | Sets | Points | Points |
| Équipe         | Points | Joués | Gagnés | Perdus | +       | -       | +    | -    | +      | -      |
| -------------- | ------ | ----- | ------ | ------ | ------- | ------- | ---- | ---- | ------ | ------ |
| Indonésie      | 3      | 3     | 3      | 0      | 11      | 4       | 25   | 11   | 723    | 570    |
| Thaïlande      | 2      | 3     | 2      | 1      | 10      | 5       | 22   | 12   | 649    | 549    |
| Taipei chinois | 1      | 3     | 1      | 2      | 9       | 6       | 20   | 14   | 676    | 597    |
| Algérie        | 0      | 3     | 0      | 3      | 0       | 15      | 0    | 30   | 298    | 630    |

| 9 octobre  | Taipei chinois | 2 | 3 | Thaïlande      | [ FM 1 ] |
| 9 octobre  | Indonésie      | 5 | 0 | Algérie        | [ FM 2 ] |
| 11 octobre | Indonésie      | 3 | 2 | Thaïlande      | [ FM 3 ] |
| 11 octobre | Taipei chinois | 5 | 0 | Algérie        | [ FM 4 ] |
| 13 octobre | Indonésie      | 3 | 2 | Taipei chinois | [ FM 5 ] |
| 13 octobre | Thaïlande      | 5 | 0 | Algérie        | [ FM 6 ] |

| Équipe       | Points | Joués | Gagnés | Perdus | Matches | Matches | Sets | Sets | Points | Points |
| Équipe       | Points | Joués | Gagnés | Perdus | +       | -       | +    | -    | +      | -      |
| ------------ | ------ | ----- | ------ | ------ | ------- | ------- | ---- | ---- | ------ | ------ |
| Danemark     | 3      | 3     | 3      | 0      | 12      | 3       | 24   | 9    | 688    | 514    |
| Corée du Sud | 2      | 3     | 2      | 1      | 9       | 6       | 19   | 13   | 587    | 532    |
| Allemagne    | 1      | 3     | 1      | 2      | 6       | 9       | 13   | 20   | 551    | 658    |
| France       | 0      | 3     | 0      | 3      | 3       | 12      | 11   | 25   | 574    | 696    |

| 9 octobre  | Corée du Sud | 4 | 1 | Allemagne    | [ FM 7 ]  |
| 9 octobre  | Danemark     | 5 | 0 | France       | [ FM 8 ]  |
| 11 octobre | Corée du Sud | 4 | 1 | France       | [ FM 9 ]  |
| 11 octobre | Danemark     | 3 | 2 | Allemagne    | [ FM 10 ] |
| 13 octobre | Danemark     | 4 | 1 | Corée du Sud | [ FM 11 ] |
| 13 octobre | Allemagne    | 0 | 0 | France       | [ FM 12 ] |

| Équipe   | Points | Joués | Gagnés | Perdus | Matches | Matches | Sets | Sets | Points | Points |
| Équipe   | Points | Joués | Gagnés | Perdus | +       | -       | +    | -    | +      | -      |
| -------- | ------ | ----- | ------ | ------ | ------- | ------- | ---- | ---- | ------ | ------ |
| Chine    | 3      | 3     | 3      | 0      | 14      | 1       | 28   | 3    | 638    | 360    |
| Inde     | 2      | 3     | 2      | 1      | 11      | 4       | 23   | 8    | 617    | 397    |
| Pays-Bas | 1      | 3     | 1      | 2      | 4       | 11      | 8    | 22   | 429    | 516    |
| Tahiti   | 0      | 3     | 0      | 3      | 1       | 14      | 2    | 28   | 216    | 627    |

| 10 octobre | Inde     | 5 | 0 | Pays-Bas | [ FM 13 ] |
| 10 octobre | Chine    | 5 | 0 | Tahiti   | [ FM 14 ] |
| 12 octobre | Chine    | 5 | 0 | Pays-Bas | [ FM 15 ] |
| 12 octobre | Inde     | 5 | 0 | Tahiti   | [ FM 16 ] |
| 13 octobre | Pays-Bas | 4 | 1 | Tahiti   | [ FM 17 ] |
| 14 octobre | Chine    | 4 | 1 | Inde     | [ FM 18 ] |

| Équipe     | Points | Joués | Gagnés | Perdus | Matches | Matches | Sets | Sets | Points | Points |
| Équipe     | Points | Joués | Gagnés | Perdus | +       | -       | +    | -    | +      | -      |
| ---------- | ------ | ----- | ------ | ------ | ------- | ------- | ---- | ---- | ------ | ------ |
| Japon      | 2      | 2     | 2      | 0      | 8       | 2       | 17   | 5    | 443    | 310    |
| Malaisie   | 1      | 2     | 1      | 1      | 6       | 4       | 13   | 8    | 391    | 352    |
| Canada     | 0      | 2     | 0      | 2      | 1       | 9       | 2    | 19   | 258    | 430    |
| Angleterre | 0      | 0     | 0      | 0      | 0       | 0       | 0    | 0    | 0      | 0      |

| 10 octobre | Japon      | 4      | 1      | Canada     | [ FM 19 ] |
| 10 octobre | Malaisie   | Annulé | Annulé | Angleterre | [ FM 20 ] |
| 12 octobre | Japon      | Annulé | Annulé | Angleterre | [ FM 21 ] |
| 12 octobre | Malaisie   | 5      | 0      | Canada     | [ FM 22 ] |
| 14 octobre | Japon      | 4      | 1      | Malaisie   | [ FM 23 ] |
| 14 octobre | Angleterre | Annulé | Annulé | Canada     | [ FM 24 ] |

## Phase finale

### Tableau
|  | Quarts de finale | Quarts de finale | Quarts de finale | Quarts de finale |           |           | Demi-finales | Demi-finales | Demi-finales | Demi-finales |  |  | Finale | Finale | Finale | Finale |
|  |                  |                  |                  |                  |           |           |              |              |              |              |  |  |        |        |        |        |
|  |                  |                  |                  |                  |           |           |              |              |              |              |  |  |        |        |        |        |
|  |                  |                  |                  |                  |           |           |              |              |              |              |  |  |        |        |        |        |
|  | Indonésie        | Indonésie        | 3                | 3                |           |           |              |              |              |              |  |  |        |        |        |        |
|  | Indonésie        | Indonésie        | 3                | 3                |           |           |              |              |              |              |  |  |        |        |        |        |
|  | Malaisie         | Malaisie         | 0                | 0                |           |           |              |              |              |              |  |  |        |        |        |        |
|  | Malaisie         | Malaisie         | 0                | 0                | Indonésie | Indonésie | 3            | 3            |              |              |  |  |        |        |        |        |
|  |                  |                  |                  |                  | Indonésie | Indonésie | 3            | 3            |              |              |  |  |        |        |        |        |
|  |                  |                  | Danemark         | Danemark         | 1         | 1         |              |              |              |              |  |  |        |        |        |        |
|  | Danemark         | Danemark         | Danemark         | Danemark         | 1         | 1         | 3            | 3            |              |              |  |  |        |        |        |        |
|  | Danemark         | Danemark         |                  |                  |           |           |              | 3            |              |              |  |  |        |        |        |        |
|  | Inde             | Inde             | 1                | 1                |           |           |              |              |              |              |  |  |        |        |        |        |
|  | Inde             | Inde             | 1                | 1                | Indonésie | Indonésie | 3            | 3            |              |              |  |  |        |        |        |        |
|  |                  |                  |                  |                  | Indonésie | Indonésie | 3            | 3            |              |              |  |  |        |        |        |        |
|  |                  |                  | Chine            | Chine            | 0         | 0         |              |              |              |              |  |  |        |        |        |        |
|  | Thaïlande        | Thaïlande        | Chine            | Chine            | 0         | 0         | 0            | 0            |              |              |  |  |        |        |        |        |
|  | Thaïlande        | Thaïlande        |                  |                  |           |           |              |              |              |              |  |  |        |        |        |        |
|  | Chine            | Chine            | 3                | 3                |           |           |              |              |              |              |  |  |        |        |        |        |
|  | Chine            | Chine            | 3                | 3                | Chine     | Chine     | 3            | 3            |              |              |  |  |        |        |        |        |
|  |                  |                  |                  |                  | Chine     | Chine     | 3            | 3            |              |              |  |  |        |        |        |        |
|  |                  |                  | Japon            | Japon            | 1         | 1         |              |              |              |              |  |  |        |        |        |        |
|  | Corée du Sud     | Corée du Sud     | Japon            | Japon            | 1         | 1         | 2            | 2            |              |              |  |  |        |        |        |        |
|  | Corée du Sud     | Corée du Sud     |                  |                  |           |           |              | 2            |              |              |  |  |        |        |        |        |
|  | Japon            | Japon            | 3                | 3                |           |           |              |              |              |              |  |  |        |        |        |        |
|  | Japon            | Japon            | 3                | 3                |           |           |              |              |              |              |  |  |        |        |        |        |
|  |                  |                  |                  |                  |           |           |              |              |              |              |  |  |        |        |        |        |

### Quarts de finale
| Indonésie 3 | Ceres Arena 15 octobre 2020 | Ceres Arena 15 octobre 2020                                                   | Malaisie 0 |       |       |             |
| \| \| \| \| \| \| \| \| \| 1 \| \| Anthony Sinisuka Ginting Lee Zii Jia \| 21 15 \| 21 17 \| \| \| \| 2 \| \| Marcus Fernaldi Gideon / Kevin Sanjaya Sukamuljo Aaron Chia / Soh Wooi Yik \| 21 17 \| 16 21 \| 21 15 \| \| \| 3 \| \| Jonatan Christie Ng Tze Yong \| 14 21 \| 21 19 \| 21 16 \| \| \| 4 \| \| Fajar Alfian / Muhammad Rian Ardianto Goh Sze Fei / Nur Izzuddin Mohd Rumsani \| \| \| \| non disputé \| \| 5 \| \| Shesar Hiren Rhustavito Leong Jun Hao \| \| \| \| non disputé \| |                             |                                                                               |            |       |       |             |
| |                             |                                                                               |            |       |       |             |
| 1 |                             | Anthony Sinisuka Ginting Lee Zii Jia                                          | 21 15      | 21 17 |       |             |
| 2 |                             | Marcus Fernaldi Gideon / Kevin Sanjaya Sukamuljo Aaron Chia / Soh Wooi Yik    | 21 17      | 16 21 | 21 15 |             |
| 3 |                             | Jonatan Christie Ng Tze Yong                                                  | 14 21      | 21 19 | 21 16 |             |
| 4 |                             | Fajar Alfian / Muhammad Rian Ardianto Goh Sze Fei / Nur Izzuddin Mohd Rumsani |            |       |       | non disputé |
| 5 |                             | Shesar Hiren Rhustavito Leong Jun Hao                                         |            |       |       | non disputé |

| Danemark 3 | Ceres Arena 15 octobre 2020 | Ceres Arena 15 octobre 2020                                                   | Inde 1 |       |       |             |
| \| \| \| \| \| \| \| \| \| 1 \| \| Viktor Axelsen Srikanth Kidambi \| 21 12 \| 21 13 \| \| \| \| 2 \| \| Kim Astrup / Anders Skaarup Rasmussen Satwiksairaj Rankireddy / Chirag Shetty \| 15 21 \| 21 17 \| 18 21 \| \| \| 3 \| \| Anders Antonsen B. Sai Praneeth \| 21 8 \| 21 15 \| \| \| \| 4 \| \| Mathias Christiansen / Frederik Søgaard Arjun M.R. / Dhruv Kapila \| 21 16 \| 21 9 \| \| \| \| 5 \| \| Rasmus Gemke Sameer Verma \| \| \| \| non disputé \| |                             |                                                                               |        |       |       |             |
| |                             |                                                                               |        |       |       |             |
| 1 |                             | Viktor Axelsen Srikanth Kidambi                                               | 21 12  | 21 13 |       |             |
| 2 |                             | Kim Astrup / Anders Skaarup Rasmussen Satwiksairaj Rankireddy / Chirag Shetty | 15 21  | 21 17 | 18 21 |             |
| 3 |                             | Anders Antonsen B. Sai Praneeth                                               | 21 8   | 21 15 |       |             |
| 4 |                             | Mathias Christiansen / Frederik Søgaard Arjun M.R. / Dhruv Kapila             | 21 16  | 21 9  |       |             |
| 5 |                             | Rasmus Gemke Sameer Verma                                                     |        |       |       | non disputé |

| Thaïlande 0 | Ceres Arena 15 octobre 2020 | Ceres Arena 15 octobre 2020                                             | Chine 3 |       |      |             |
| \| \| \| \| \| \| \| \| \| 1 \| \| Kantaphon Wangcharoen Shi Yuqi \| 14 21 \| 17 21 \| \| \| \| 2 \| \| Supak Jomkoh / Kittinupong Kedren He Jiting / Zhou Haodong \| 10 21 \| 18 21 \| \| \| \| 3 \| \| Kunlavut Vitidsarn Li Shifeng \| 13 21 \| 21 17 \| 7 21 \| \| \| 4 \| \| Dechapol Puavaranukroh / Nanthakarn Yordphaisong Liu Cheng / Wang Yilyu \| \| \| \| non disputé \| \| 5 \| \| Adulrach Namkul Weng Hongyang \| \| \| \| non disputé \| |                             |                                                                         |         |       |      |             |
| |                             |                                                                         |         |       |      |             |
| 1 |                             | Kantaphon Wangcharoen Shi Yuqi                                          | 14 21   | 17 21 |      |             |
| 2 |                             | Supak Jomkoh / Kittinupong Kedren He Jiting / Zhou Haodong              | 10 21   | 18 21 |      |             |
| 3 |                             | Kunlavut Vitidsarn Li Shifeng                                           | 13 21   | 21 17 | 7 21 |             |
| 4 |                             | Dechapol Puavaranukroh / Nanthakarn Yordphaisong Liu Cheng / Wang Yilyu |         |       |      | non disputé |
| 5 |                             | Adulrach Namkul Weng Hongyang                                           |         |       |      | non disputé |

| Corée du Sud 2 | Ceres Arena 15 octobre 2020 | Ceres Arena 15 octobre 2020                               | Japon 3 |       |  |  |
| \| \| \| \| \| \| \| \| \| 1 \| \| Heo Kwang-hee Kento Momota \| 21 19 \| 21 17 \| \| \| \| 2 \| \| Choi Sol-gyu / Seo Seung-jae Takuro Hoki / Yugo Kobayashi \| 21 18 \| 21 13 \| \| \| \| 3 \| \| Jeon Hyeok-jin Kanta Tsuneyama \| 10 21 \| 16 21 \| \| \| \| 4 \| \| Kang Min-hyuk / Kim Won-ho Akira Koga / Yuta Watanabe \| 15 21 \| 18 21 \| \| \| \| 5 \| \| Cho Geon-yeop Kenta Nishimoto \| 15 21 \| 10 21 \| \| \| |                             |                                                           |         |       |  |  |
| |                             |                                                           |         |       |  |  |
| 1 |                             | Heo Kwang-hee Kento Momota                                | 21 19   | 21 17 |  |  |
| 2 |                             | Choi Sol-gyu / Seo Seung-jae Takuro Hoki / Yugo Kobayashi | 21 18   | 21 13 |  |  |
| 3 |                             | Jeon Hyeok-jin Kanta Tsuneyama                            | 10 21   | 16 21 |  |  |
| 4 |                             | Kang Min-hyuk / Kim Won-ho Akira Koga / Yuta Watanabe     | 15 21   | 18 21 |  |  |
| 5 |                             | Cho Geon-yeop Kenta Nishimoto                             | 15 21   | 10 21 |  |  |

### Demi-finales
| Indonésie 3 | Ceres Arena 16 octobre 2020 | Ceres Arena 16 octobre 2020                                                            | Danemark 1 |       |       |             |
| \| \| \| \| \| \| \| \| \| 1 \| \| Anthony Sinisuka Ginting Viktor Axelsen \| 9 21 \| 15 21 \| \| \| \| 2 \| \| Marcus Fernaldi Gideon / Kevin Sanjaya Sukamuljo Kim Astrup / Anders Skaarup Rasmussen \| 21 13 \| 10 21 \| 21 15 \| \| \| 3 \| \| Jonatan Christie Anders Antonsen \| 25 23 \| 15 21 \| 21 16 \| \| \| 4 \| \| Fajar Alfian / Muhammad Rian Ardianto Mathias Christiansen / Frederik Søgaard \| 21 14 \| 21 14 \| \| \| \| 5 \| \| Shesar Hiren Rhustavito Hans-Kristian Vittinghus \| \| \| \| non disputé \| |                             |                                                                                        |            |       |       |             |
| |                             |                                                                                        |            |       |       |             |
| 1 |                             | Anthony Sinisuka Ginting Viktor Axelsen                                                | 9 21       | 15 21 |       |             |
| 2 |                             | Marcus Fernaldi Gideon / Kevin Sanjaya Sukamuljo Kim Astrup / Anders Skaarup Rasmussen | 21 13      | 10 21 | 21 15 |             |
| 3 |                             | Jonatan Christie Anders Antonsen                                                       | 25 23      | 15 21 | 21 16 |             |
| 4 |                             | Fajar Alfian / Muhammad Rian Ardianto Mathias Christiansen / Frederik Søgaard          | 21 14      | 21 14 |       |             |
| 5 |                             | Shesar Hiren Rhustavito Hans-Kristian Vittinghus                                       |            |       |       | non disputé |

| Chine 3 | Ceres Arena 16 octobre 2020 | Ceres Arena 16 octobre 2020                          | Japon 1 |       |       |             |
| \| \| \| \| \| \| \| \| \| 1 \| \| Shi Yuqi Kento Momota \| 20 22 \| 5 21 \| \| \| \| 2 \| \| He Jiting / Zhou Haodong Takuro Hoki / Yuta Watanabe \| 21 17 \| 7 21 \| 21 16 \| \| \| 3 \| \| Li Shifeng Kanta Tsuneyama \| 21 17 \| 21 15 \| \| \| \| 4 \| \| Liu Cheng / Wang Yilyu Akira Koga / Taichi Saito \| 21 11 \| 22 20 \| \| \| \| 5 \| \| Weng Hongyang Kenta Nishimoto \| \| \| \| non disputé \| |                             |                                                      |         |       |       |             |
| |                             |                                                      |         |       |       |             |
| 1 |                             | Shi Yuqi Kento Momota                                | 20 22   | 5 21  |       |             |
| 2 |                             | He Jiting / Zhou Haodong Takuro Hoki / Yuta Watanabe | 21 17   | 7 21  | 21 16 |             |
| 3 |                             | Li Shifeng Kanta Tsuneyama                           | 21 17   | 21 15 |       |             |
| 4 |                             | Liu Cheng / Wang Yilyu Akira Koga / Taichi Saito     | 21 11   | 22 20 |       |             |
| 5 |                             | Weng Hongyang Kenta Nishimoto                        |         |       |       | non disputé |

### Finale
| Indonésie 3 | Ceres Arena 18 octobre 2020 | Ceres Arena 18 octobre 2020                                     | Chine 0 |       |       |             |
| \| \| \| \| \| \| \| \| \| 1 \| \| Anthony Sinisuka Ginting Lu Guangzu \| 18 21 \| 21 14 \| 21 16 \| \| \| 2 \| \| Fajar Alfian / Muhammad Rian Ardianto He Jiting / Zhou Haodong \| 21 12 \| 21 19 \| \| \| \| 3 \| \| Jonatan Christie Li Shifeng \| 21 14 \| 18 21 \| 21 14 \| \| \| 4 \| \| Daniel Marthin / Kevin Sanjaya Sukamuljo Liu Cheng / Wang Yilyu \| \| \| \| non disputé \| \| 5 \| \| Shesar Hiren Rhustavito Weng Hongyang \| \| \| \| non disputé \| |                             |                                                                 |         |       |       |             |
| |                             |                                                                 |         |       |       |             |
| 1 |                             | Anthony Sinisuka Ginting Lu Guangzu                             | 18 21   | 21 14 | 21 16 |             |
| 2 |                             | Fajar Alfian / Muhammad Rian Ardianto He Jiting / Zhou Haodong  | 21 12   | 21 19 |       |             |
| 3 |                             | Jonatan Christie Li Shifeng                                     | 21 14   | 18 21 | 21 14 |             |
| 4 |                             | Daniel Marthin / Kevin Sanjaya Sukamuljo Liu Cheng / Wang Yilyu |         |       |       | non disputé |
| 5 |                             | Shesar Hiren Rhustavito Weng Hongyang                           |         |       |       | non disputé |